# Veraguas (prowincja)
Veraguas – prowincja w zachodniej części Panamy. Stolica: Santiago de Veraguas. Ludność: 250 333 (2021, szacowana), powierzchnia: 10 629,6 km². Gospodarka: rolnictwo: uprawa trzciny cukrowej, bananów, ryżu i kukurydzy oraz usługi: w tym bankowość. Wskaźnik rozwoju społecznego HDI: 0,677 (średni).

## Położenie
Prowincja leży w środkowej części Panamy. Od północy ograniczona jest Morzem Karaibskim, od południa Oceanem Spokojnym. Na wschodzie graniczy z prowincjami Colón, Coclé, Herrera i Los Santos, natomiast na zachodzie w prowincją Chiriquí i komarką Ngöbe-Buglé.
Veraguas jest jedyną prowincją Panamy, która graniczy jednocześnie z Oceanem Atlantyckim i Pacyfikiem.

## Podział administracyjny
Veraguas dzieli się na 12 dystryktów:
- Atalaya
- Calobre
- Cañazas
- La Mesa
- Las Palmas
- Mariato
- Montijo
- Río de Jesús
- San Francisco
- Santa Fe
- Santiago
- Soná

Największymi dystryktami pod względem liczby ludności są Santiago (101 177) i Soná (30 049). Dystrykty dzielą się w sumie na 105 corregimientos.